# Patrick Modiano
Patrick Modiano (ur. 30 lipca 1945 w Boulogne-Billancourt) – francuski pisarz, laureat Nagrody Nobla w dziedzinie literatury w 2014 roku.

## Życiorys
Modiano zadebiutował w roku 1968 powieścią La Place de l’Étoile. W 1972 roku otrzymał nagrodę Akademii Francuskiej (fr. Grand prix du roman de l'Académie française) za powieść Les Boulevards de ceinture. W roku 1978 zdobył kolejną prestiżową francuską nagrodę literacką – Nagrodę Goncourtów – za powieść Ulica Ciemnych Sklepików (Rue des Boutiques Obscures).
Na język polski przełożonych zostało kilka jego powieści.
Zasiadał w jury konkursu głównego na 53. MFF w Cannes (2000).
W 2014 roku został uhonorowany Nagrodą Nobla w dziedzinie literatury.

## Twórczość
- 1968 – La Place de l'Étoile
- 1969 – Nawroty nocy (La Ronde de nuit, wyd. pol. 1983, wyd. drugie 2014, wydawnictwo Znak)
- 1972 – Les Boulevards de ceinture
- 1974 – Lacombe Lucien (scenariusz filmu we współpracy z Louisem Mallem)
- 1975 – Willa „Triste” (Villa Triste, wyd. pol. 1997, wyd. drugie 2014, wydawnictwo Znak)
- 1977 – Livret de famille
- 1978 – Ulica Ciemnych Sklepików (Rue des Boutiques Obscures, wyd. pol. 1981, wyd. drugie 2014, wydawnictwo Czytelnik)
- 1981 – Une jeunesse
- 1981 – Memory Lane
- 1982 – De si braves garçons
- 1984 – Zagubiona dzielnica (Quartier perdu, wyd. pol. 1993, wyd. drugie 2014, Państwowy Instytut Wydawniczy)
- 1986 – Dimanches d'août
- 1988 – Katarzynka (z ilustracjami Jeana-Jacques'a Sempé Catherine Certitude, wyd. pol. 2008)
- 1988 – Remise de peine
- 1989 – Vestiaire de l'enfance
- 1990 – Voyage de noces
- 1991 – Fleurs de ruine
- 1992 – Przejechał cyrk (Un cirque passe, wyd. pol. 1996, wyd. drugie 2014, Państwowy Instytut Wydawniczy)
- 1993 – Chien de printemps
- 1996 – Du plus loin de l'oubli
- 1997 – Dora Bruder (Dora Bruder, wyd. pol. 2019, Wydawnictwo Sonia Draga)
- 1999 – Des inconnues
- 2001 – Perełka (La Petite Bijou, wyd. pol. 2014, Wydawnictwo Sonia Draga)
- 2003 – Accident nocturne
- 2003 – Bon voyage (scenariusz filmu)
- 2005 – Un pedigree
- 2007 – Dans le café de la jeunesse perdue
- 2010 – L'Horizon
- 2012 – L'Herbe des nuits
- 2014 – Żebyś nie zgubił się w dzielnicy (Pour que tu ne te perdes pas dans le quartier, wyd. pol. 2016, Wydawnictwo Sonia Draga)
- 2017 – Souvenirs dormants
- 2019 – Encre sympathique